# Gerichtsbezirk Lavis
Der Gerichtsbezirk Lavis war ein dem Bezirksgericht Lavis unterstehender Gerichtsbezirk in der Gefürsteten Grafschaft Tirol. Der Gerichtsbezirk im Trentino gehörte zum Bezirk Trient und umfasste Gebiete nördlich von Trient. Nach dem Ersten Weltkrieg musste Österreich den gesamten Gerichtsbezirk an Italien abtreten.

## Geschichte
Der Gerichtsbezirk Lavis wurde durch eine 1849 beschlossene Kundmachung der Landes-Gerichts-Einführungs-Kommission geschaffen und umfasste ursprünglich die fünf Gemeinden Faedo, Giovo, Lavis, Meano und San Michele.
Der Gerichtsbezirk Lavis bildete im Zuge der Trennung der politischen von der judikativen Verwaltung
ab 1868 gemeinsam mit den Gerichtsbezirken Cembra, Civezzano, Pergine und Mezzolombardo, Trient und Vezzano den Bezirk Trient. Der Gerichtsbezirk Mezzolombardo erlangte jedoch später als eigener Bezirk seine Selbständigkeit.
Der Gerichtsbezirk Lavis wies 1869 eine Bevölkerung von 8.763 Personen auf.
1910 wurden für den Gerichtsbezirk 10.667 Personen ausgewiesen, von denen 44 Deutsch (0,4 %) und 10.435 Italienisch oder Ladinisch (97,8 %) als Umgangssprache angaben.
Durch die Grenzbestimmungen des am 10. September 1919 abgeschlossenen Vertrages von Saint-Germain wurde der Gerichtsbezirk Lavis zur Gänze Italien zugeschlagen.

## Gerichtssprengel
Der Gerichtssprengel umfasste 1910 die sechs Gemeinden Albiano, Faedo, Giovo, Lavis, Meano und San Michele all’Adige.